# Kasteel Sipernau

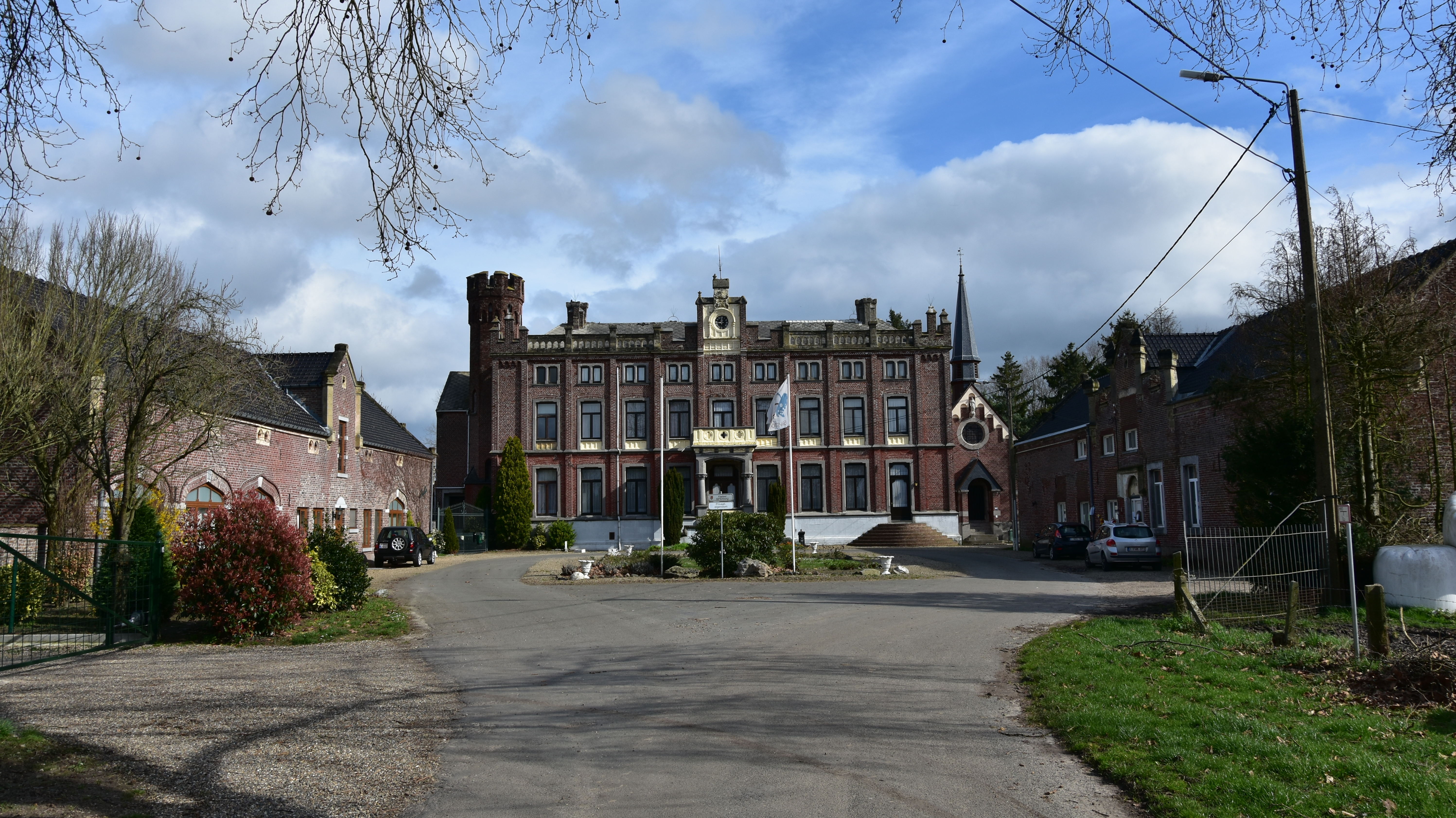
Kasteel Sipernau

Het Kasteel Sipernau is een kasteel in het dorp Elen in de Belgische provincie Limburg. Sipernau was een zeer oud leengoed, teruggaande op een domein uit de Merovingische tijd (8e eeuw) en is een van de belangrijkste goederen in het Belgisch-Limburgse Maasland. Het kasteel wordt reeds vermeld in 1179. De naam Sipernau komt al in 1259 voor.
Het kasteel, waarin een laathof, was in de 12e eeuw in bezit van de Abdij van Heylissem en vervolgens, als Loons leen, in bezit van de families del Wege (in de 13e eeuw), van Mopertingen (ook: van Syppernauw) in de 14e eeuw, de Rhoe in 1510, van der Heyden (1710), van der Marck van Leur (1729) en de Lilien (1789).
Het kasteel werd in de 15e en 16e eeuw onder meer bewoond door de roemruchte ridder Adam van Mopertingen. Door haar huwelijk met Jan II Rode van Opsinnich kwam het erfgoed van Maria van Mopertingen aan hun nageslacht.
 In zijn huidige vorm werd het kasteel gebouwd door baron Thomas Cornelius van der Marck (1705-1744). Het is in deze 18e-eeuwse vorm een vroeg voorbeeld van neogotiek in Engelse stijl, met als bijzonderheid onder meer dat de voor- en achterkant er hetzelfde uitzien. Ridder Théodore Olislagers de Sipernau (1787-1861) liet een verdieping en ook de toren bijbouwen.
Sinds 2005 wordt het kasteel met dienstgebouwen en hoeve als monument beschermd.